# Île Pott
Pour les articles homonymes, voir Percivall Pott.
L’île Pott (Phwoc en langue nyelâyu) est une île de Nouvelle-Calédonie située à environ 70 km au nord-ouest de la pointe septentrionale de la Grande Terre. Il s'agit de la deuxième plus importante île de l'archipel et commune des Îles Belep, après l'île Art dont elle n'est séparée que part un chenal de 4 km de large. 

## Histoire
L'île Pott est initialement peuplée de Kanak, avec pour principale localité Pânan sur la côte ouest sous le vent, mais sa population a été déplacée à la fin du XIXe siècle. L'ensemble des Béléma (nom donné aux habitants des Îles Belep) sont d'abord expulsés vers Balade, au nord-est de la Grande Terre, à la suite de l'installation d'une léproserie à Waala sur l'île Art entre 1892 et 1898. Une fois la possibilité de revenir dans l'archipel leur ayant été donné, les anciens habitants de Pott ne peuvent revenir sur leur île natale, celle-ci ayant été attribuée en concession privée à un colon européen, un certain M. Mary, pour y exploiter une petite mine de cobalt.
Lors de la Seconde Guerre mondiale, l'aviso Chevreuil, des Forces navales françaises libres, est envoyé en Nouvelle-Calédonie, par le commandant de la Marine dans le Pacifique, le capitaine de frégate Cabanier, pour des missions de maintien de l'ordre. Commandé par l'enseigne de vaisseau Fourlinnie, il fait un passage à l'île Pott entre le 10 et le 13 décembre 1941. 
À la suite de l'abolition du code de l'indigénat en 1946 et à l'arrivée de Mélanésiens sur la scène politique locale, les Béléma originaires de Pott ont commencé à revendiquer la rétrocession de leur île d'origine. Jean Téambouéon, ancien « gardien » de Pott, précise les détails des actions de cette époque : « Accompagnés de Michaël Bouédaou qui était le délégué de l’Union des indigènes calédoniens amis de la liberté dans l'ordre, les gens du Conseil général, avec Maurice Lenormand, sont allés voir l’île et les installations du Blanc, monsieur Mary, qui était là-bas (à Pânan). Le colon a dit qu’il avait payé le bâtiment, le dock et la maison, le bateau aussi. En 1960, tous les habitants d’ici ont commencé à travailler le coprah pour payer l’île Phwoc ». Une étude de l'Agence de développement rural et d'aménagement foncier (ADRAF) a finalement été lancée dans les années 1980 et les terres rétrocédées, mais aucune réinstallation permanente sur Pott n'a été faite. Depuis, les Béléma, tous concentrés autour de Waala, viennent ponctuellement pour pratiquer la pêche, tandis que des modules solaires y ont été installés en 2008. 